# Кудряшевський
Кудряшевський (рос. Кудряшевский) — хутір в Урюпінському районі Волгоградської області Російської Федерації.
Населення становить 153 особи. Входить до складу муніципального утворення Добринське сільське поселення.

## Історія
Хутір розташований у межах українського історичного та культурного регіону Жовтий Клин.
Згідно із законом від 30 березня 2005 року № 1037-ОД органом місцевого самоврядування є Добринське сільське поселення.

## Населення
| 2010 |
| ---- |
| 153  |